# Dietmar Hopp
Dietmar Hopp, född 26 april 1940 i Heidelberg, är en tysk entreprenör som grundade mjukvarutillverkaren SAP AG.
Hopp har under 2000-talet bidragit med miljontals kronor till finansieringen av det tyska fotbollslaget TSG 1899 Hoffenheim, vilket starkt har bidragit till att föra klubben från femte divisionen till Bundesliga.